# العلاقات الإثيوبية الإندونيسية
العلاقات الإثيوبية الإندونيسية هي العلاقات الثنائية التي تجمع بين إثيوبيا وإندونيسيا.

## مقارنة بين البلدين
هذه مقارنة عامة ومرجعية للدولتين:
| وجه المقارنة                                              | إثيوبيا                        | إندونيسيا         |
| --------------------------------------------------------- | ------------------------------ | ----------------- |
| المساحة (كم2)                                             | 1.10 مليون                     | 1.90 مليون        |
| عدد السكان (نسمة)                                         | 104.96 مليون                   | 263.99 مليون      |
| الكثافة السكانية (ن./كم²)                                 | 95.42                          | 138.94            |
| العاصمة                                                   | أديس أبابا                     | جاكرتا            |
| اللغة الرسمية                                             | اللغة الأمهرية                 | اللغة الإندونيسية |
| العملة                                                    | بير إثيوبي                     | روبية إندونيسية   |
| الناتج المحلي الإجمالي (بليون دولار)                      | 80.56 مليار                    | 1.02 تريليون      |
| الناتج المحلي الإجمالي (تعادل القوة الشرائية) بليون دولار | 161.90 مليار                   | 2.85 تريليون      |
| الناتج المحلي الإجمالي الاسمي للفرد دولار أمريكي          | 619                            | 3.35 ألف          |
| الناتج المحلي الإجمالي للفرد دولار أمريكي                 | 1.50 ألف                       | 10.52 ألف         |
| مؤشر التنمية البشرية                                      | 0.442                          | 0.684             |
| رمز المكالمات الدولي                                      | +251                           | +62               |
| رمز الإنترنت                                              | .et                            | .id               |
| المنطقة الزمنية                                           | ت ع م+03:00، توقيت شرق أفريقيا |                   |

## منظمات دولية مشتركة
يشترك البلدان في عضوية مجموعة من المنظمات الدولية، منها:
| علم المنظمة | اسم المنظمة                                                | تاريخ انضمام إثيوبيا | تاريخ انضمام إندونيسيا |
| ----------- | ---------------------------------------------------------- | -------------------- | ---------------------- |
|             | الاتحاد البريدي العالمي                                    | ?                    | ?                      |
|             | مؤسسة التنمية الدولية                                      | 11 أبريل 1961        | 20 أغسطس 1968          |
|             | منظمة حظر الأسلحة الكيميائية                               | ?                    | ?                      |
|             | الأمم المتحدة                                              | 13 نوفمبر 1945       | 28 سبتمبر 1950         |
|             | وكالة ضمان الاستثمار متعدد الأطراف                         | 13 أغسطس 1991        | 12 أبريل 1988          |
|             | منظمة الشرطة الجنائية الدولية                              | ?                    | 5 أكتوبر 1954          |
|             | مؤسسة التمويل الدولية                                      | 20 يوليو 1956        | 23 أبريل 1968          |
|             | البنك الدولي للإنشاء والتعمير                              | 27 ديسمبر 1945       | 13 أبريل 1967          |
|             | الاتحاد الدولي للاتصالات                                   | 20 فبراير 1932       | 1949                   |
|             | العملية المشتركة للاتحاد الأفريقي والأمم المتحدة في دارفور | ?                    | ?                      |
|             | الفريق المعني برصد الأرض                                   | ?                    | ?                      |
|             | يونسكو                                                     | 1 يوليو 1955         | 27 مايو 1950           |

## وصلات خارجية
- موقع وزارة الخارجية الإثيوبية
- موقع وزارة الخارجية الإندونيسية